# Нагаяма, Норио
Норио Нагаяма (яп. 永山 則夫 Нагаяма Норио, 27 июня 1949 — 1 августа 1997) — японский писатель
, осуждённый за серию убийств и впоследствии за них же и казнённый.

## Биография
Нагаяма родился в городе Абасири на Хоккайдо. Рос в неблагополучной семье. Он переехал в Токио в 1965 году. Работая в токийском районе Сибуя, стал свидетелем преступлений Мисао Катагири, когда последний захватил заложников и вёл перестрелку с полицией.
В октябре 1968 года он проник в жилой дом на территории военной базы ВМФ США и похитил из помещения пистолет и 50 патронов. Впоследствии Нагаяма убил четырёх человек из пистолета в промежутке между 11 октября 1968 года и 5 ноября 1968. Он ограбил последних двух людей перед убийством на 16 420 иен. Арестован он был 7 апреля 1969 года. Во время ареста ему было 19 лет, и он считался несовершеннолетним по японским законам.
Был приговорён к смерти районным судом в 1979 году, но позднее в 1981 году решение было заменено вышестоящим судом на пожизненное заключение. Однако в 1983 году Верховный суд Японии отменил решение о замене смертной казни на пожизненное заключение. Это решение было подтверждено в 1987 и 1990 годах (в 1990 году, опять-таки, Верховным судом).
В тюрьме Нагаяма написал много романов и стал общественно-политическим деятелем. Его первая работа носила название «Слёзы невежества» (яп. 無知の涙 Мути но намида) и была опубликована в 1971 году. В 1983 году он был награждён премией за роман «Деревянный мост» (яп. 木橋 Кибаси). Японское литературное сообщество было обеспокоено его успехом, учитывая его статус убийцы. Он был проигнорирован Союзом писателей Японии, но получил признание в Германии в 1996 году.
Смертный приговор Нагаяма оспаривал непосредственно до его осуществления 1 августа 1997 года. Приговор был приведен в исполнение двумя охранниками тюрьмы, которые задушили Нагаяму верёвкой. Это произошло спустя 34 дня после ареста Сэйто Сакакибары, 14-летнего преступника, который повторил аналогичные преступления. Средства, вырученные от продажи книг Нагаямы, были переданы в Фонд помощи бедным.